# سلمان (مدينة)
تقع مدينة سلمان في دائرة أولاد دراج ولاية المسيلة في الجمهورية الجزائرية حيث تعتبر ولاية المسيلة من الولايات الوسطى. 

## بطاقة فنية عن بلدية أولاد دراج
بموجب المرسوم رقم: 63/466 المؤرخ في 02/01/1962م، المتعلقة بتنظيم التراب الوطني، أنشأت بلدية أولاد دراج كأم لعدة بلديات انفصلت عنها في إطار التقسيم الإداري وتقع في منطقة سهبية شرق الولاية تفصل بين المنطقتين التلية والشبه الصحراوية تتميز بالطابع السهبي ذو السهول الواسعة مما جعل أراضيها فلاحية رعوية وترتفع على سطح البحر بـ: 432م.
وتقع بلدية أولاد دراج على بعد 20 كلم شرق عاصمة الولاية، يقع مقرها على الطريق الوطني رقم 40 لها موقع هام بحيث تتوسط دائرة أولاد دراج التي هي مقرها.
يحدها من الشمال بلدية المعاضيد ومن الجنوب بلدية السوامع ومن الشرق بلدية أولاد عدي القبالة ومن الغرب بلدية المطارفة.
وتتربع على مساحة إجمالية تقدر بـ 19179هكتار منها 12000هكتار أراضي فلاحية 1870هكتار أراضي غابية 5309هكتار أراضي رعوية.
ويبلغ عدد سكانها حوالي 30000 نسمة حسب الإحصائيات الأخيرة (2007)
يتمركزون في ثلاث تجمعات سكانية هامة هي
1. سلمان المركز (مقر البلدية)
2. مركز البراكتية
3. مركز أولاد بن صوشة

## النشاط الاقتصادي للمدينة
يعتبر النشاط التجاري من النشاطات الأساسية لأهل المدينة حيث يمثل 75% من النشاط الاقتصادي
كما يمارسون بعض سكان الريف النشاط الفلاحي بصفة أساسية
ويعتبر الريف من بين أجمل المناطق السياحية في الولاية

## السياحة
يوجد في المدينة مناطق سياحية عديدة منها:

تعليق

1. معتقل الجرف التاريخي والذي تسعى الجزائر لضمه إلى تصنيف الأمم المتحدة للاثار والمناطق الأثرية العالمية حيث يشهد على بشاعة المستدمر الفرنسي الذي نكل بالجزائرين وفتك بهم.

ويعتبر معتقل الجرف من أهم المظاهر الشاهدة على عظمة وصمود الجزائريين في وجه فرنسا.
1. قلعة بني حماد من بين أهم المعالم التاريخية في الجزائروهي مصنفة من قبل هيئة الأمم المتحدة وهي تقع ضمن حدود دائرة أولاد دراج وتابعة إداريا لبلدية المعاضيد وهي تحفية اثرية خلفها الحماديون حيث كانت عبارة عن مركز مراقبة للسواحل الجزائرية لارتفاعها الشاهق.

## معتقل الجرف التاريخي
يقع هذا المعتقل شرق مدينة المسيلة على بعد 17 كلم أي في بلدية أولاد دراج (سلمان) وهذا المعتقل يتكون من 18بناية أرضية كل بناية 4 مساكن كل مسكن 5 غرف
وقد بنيت خصيصا لذلك في أواخر الحرب العالمية الثانية وهو عبارة عن مجمع من بناية منفصلة عن بعضها
وأحيطت بأسلاك شائكة وفرض على المعتقلين الذين أنجاهم الله من عذاب معتقل الشلال أن يحفروا خنادق في الجهة الشرقية وعلى حافة المجرى الصغير كمراحيض.
وفي ليلة 09 سبتمبر 1955 وصلت إلى المعتقل عشرات على الشاحنات العسكرية مملوؤة بجنود مدججين بالسلاح، فرآها الجميع مصطفة وعلى أهبة الاستعداد، ولا يعلم السكان أنها جاءت لحملهم ونقلهم إلى مصير مجهول، وعند منتصف الليل فوجئ الجميع بتوزيع الفرق العسكرية على البنايات وكل فرقة تحمل قائمة بأسماء من سينقلون مع إعطاء مهلة للأستعداد لا تتعدى ربع ساعة، ونقل الأهالي في شاحنات مغطات بغطاء لا يرى من بداخله شيئا وحسب المعلومات التي أعطيت لنا من بعض المجاهدين أن المعتقل كان يحمل حوالي 700 شخص.

## قلعة بني حماد عبر التاريخ
كانت الدولة الحمادية في عصرها من أقوى الدول وأعتاها في تاريخ جزائرنا ولكن كما أن عجلة الزمان تدور فترفع دولا وتسقط أخرى، زالت الدولة الحمادية بعد أن دامت سطوتها حوالي 134 عاما. منذ سنة 408/1008 إلى سنة 574/1152..
وأسس الدولة الحمادية حماد بن بلكين بعد أن انفصل عن الدولة الزيرية، وأقام عاصمتها في موقع حصين على بعد 36 كلم من مدينة المسيلة في أحضان جبال عياض (المعاضيد حاليا وهي بلدية تابعة لدائرة أولاد دراج) محتميا بجبل «كيانة» (تقربوست حاليا)الذي جرت على ربوعه أعتى المعارك وأضراها بين الفاطميين والقبائل الثائرة المتمردة عليهم بقيادة صاحب الحمار أبا زيد مخلد بن كندا الصغرى التوزرني ولبناء القلعة التي أصبحت فيما بعد عاصمة للدولة الحمادية..
.أجبر حماد بن بلكين سكان المسيلة وحمزة (البويرة) على الانتقال للقلعة لتشييدها والإقامة بها.
وبعد وفاة حماد بن بلكين مؤسس الدولة الحمادية، تولى الحكم تباعا الامراء الحماديون القائد بن حماد، محسن بن القائد بلكين بن محمد حماد الناصر بن علناس.
بن حماد المنصور الناصر باديس بن المنصور العزيز المنصور يحي بن العزيز.
وفي عام 483هـ غادر المنصور القلعة نهائيا أمام الزحف الهلالي الكاسح، وأقام في «الناصرية» التي كان قد شرع في بنائها والده الناصر بن علناس..
أفول الدولة الحمادية: في 7 مايو 1152م (صفر 547 هـ).
أستولى الموحدون على الناصرية (بجاية) بقيادة عبد المؤمن بن علي وأجبر جيوش الحماديين على الفرار برا وبحرا. بعد أيامقليلة من استلاء الموحدين على الناصرية حاصر عبد الله بن عبد المؤمن القلعة وخربها وقتل 18000 من أهلها بعد أن قتل جيوش عبد العزيز وقائده الرجاس المنتمي لقبيلة «الاثبج» وبذلك أسدل التاريخ ستاره على ملحمة الحماديين، ولكن هاهي أثار قلعة بني حماد باقية تتحدى الزمن، كشاهد عيان على عظمة الدولة الحمادية وازدهارها في وقت من الأوقات

## ولاية المسيلة عبر التاريخ
ان اصل كلمة مسيلة عربي جاء من كلمة (مسيل الماء)أي مدينة المياه السائلة نظرا لوفرة مياه هذه المدينة وخصبتها. كما أن كلمة المسيلة تعني الجيوش التي كانت تتجه نحوها كالسيلان نظرا لكونها مركزا إستراتيجيا هاما. هكذا قال عنها التاريخ أما اليوم فجفاف على طول السنة وقد تتحول إلى صحراء، وفي كلتا الحالتين فإن أصل كلمة المسيلة عربي جاء على أثر الفتوحات الإسلامية لمنطقة المغرب العربي والأدوار التي مرت بها هذه المدينة التاريخية العريقة من قبل الميلاد إلى الفتوحات الإسلامية إلى العهد الفاطمي والحمادي وعهد الموحدين والهلاليين والحفصيين والاتراك إل عهد الاستعمار الفرنسي وخلال هذه السلسلة من الحقب التاريخية مرت بفترات مختلفة وعرفت عدة حضارات مما جعل مكانتها إبان الثورة التحريرية بارزة في مقاومة الاستعمار مثلها مثل بقية المدن الجزائرية الأخرى.